# Thistle (U-Boot)
HMS Thistle (Kennung: N24) war ein U-Boot der britischen Royal Navy. Das Kriegsschiff wurde im Zweiten Weltkrieg eingesetzt und am 10. April 1940 von dem deutschen U-Boot U 4 versenkt, was der erste Kampfverlust der britischen T-Klasse-U-Boote war.

## Einsatzgeschichte
Nach Kriegsbeginn im September 1939 wurde das U-Boot vor der norwegischen Küste eingesetzt. Die Patrouillen der folgenden Monate verliefen weitgehend ereignislos.
Im April 1940 begannen die deutschen Streitkräfte mit dem Unternehmen Weserübung die Landungen in Dänemark und Norwegen. Der Royal Navy waren die deutschen Pläne bekannt, so dass im Vorfeld entlang der Anmarschroute der Invasionsflotte sämtliche zur Verfügung stehenden britischen U-Boote stationiert wurden, so auch die Thistle.
Am 9. April, dem Tag der Invasion, entdeckte die Thistle westlich von Stavanger das deutsche U-Boot U 4. Kommandant Haselfoot ließ das deutsche U-Boot um 17:05 Uhr bei 59° 0′ N, 5° 10′ O mit einem Fächer von vier Torpedos angreifen. Alle Torpedos verfehlten ihr Ziel und U 4 entkam.
Am Folgetag entdeckte dasselbe deutsche U-Boot 20 Seemeilen westlich von Stavanger bei 59° 0′ N, 5° 0′ O die Thistle zuerst. Der deutsche Kommandant Oberleutnant zur See Hans-Peter Hinsch zögerte nicht und befahl einen Torpedoangriff. Die deutschen Torpedos trafen ihr Ziel vernichtend. Die Thistle sank am 10. April 1940 mit der gesamten Besatzung.
Im Rahmen des norwegischen MAREANO-Projekts, das die geologische Struktur und Biologie der norwegischen Offshore-Gebiete erfasst, wurde im Frühling 2023 vor der Südwestküste Norwegens ein Wrack mit zerstörtem Turm am Meeresgrund in etwa 160 Metern Tiefe entdeckt. Ein zweiter Tauchgang im Oktober bestätigte, dass es sich um die HMS Thistle handelt, was von der Royal Navy bestätigt wurde.

## Kommandanten
- Lt.Cdr. Robert William Stirling-Hamilton (18. Oktober 1938–1940)[4]
- Lt.Cdr. Wilfrid Frederick Haselfoot (1940–† 10. April 1940)[5]